# Liste deutscher Dokumentarfilme seit 1991
Diese Liste enthält deutsche Dokumentarfilme, die seit 1991 ihre Erstaufführung hatten. Diese sollten einen Filmpreis oder einen Wikipedia-Artikel haben.

## 1990–1999

### 1991
- Wolfskinder, von Eberhard Fechner, über deutsche Kinder in Ostpreußen nach 1945
- Berlin – Prenzlauer Berg: Begegnungen zwischen dem 1. Mai und dem 1. Juli 1990, von Petra Tschörtner
- Letztes Jahr Titanic, von Andreas Voigt, über die Ereignisse in Leipzig 1989/1990
- Dresdner Interregnum 1991, von Werner Kohlert, über die Ereignisse in Dresden 1990/1991
- Sperrmüll, von Helke Misselwitz, über Alltag in Ost-Berlin 1989/1990
- Die unheimlichen Frauen, von Birgit Hein, über Angst vor Frauen durch Männer, ausgezeichnet
- Der Pannwitzblick, von Didi Danquart, über behinderte Menschen, ausgezeichnet
- Das achte Gebot, von Bertram Verhaag und Claus Strigel, letzter Teil der Kernkrafttrilogie
- Max Ernst: Mein Vagabundieren – Meine Unruhe, von Peter Schamoni
- Youth Wars – Beobachtungen in der deutschen Provinz, von Klaus Siebig
- Schnaps im Wasserkessel, von Hans-Erich Vieth, Abschlussfilm DFFB
- Unsichtbare Tage oder Die Legende von den weißen Krokodilen, von Eva Hiller
- Frank, von Hans Wintgen, DEFA

### 1992
- Lektionen in Finsternis, von Werner Herzog, über ökologische Gefahren
- BeFreier und Befreite, von Helke Sander, über Massenvergewaltigungen von 1945, mehrere Preise
- Videogramme einer Revolution, von Harun Farocki und Andrej Ujica.
- Die AIDS-Rebellen, von Fritz Poppenberg
- Amadeu Antonio, von Thomas Balzer, über ermordeten Angolaner in Eberswalde
- Beste Gelegenheit zum Sterben, über Kriegserlebnisse eines Elsässers im Ersten Weltkrieg
- Ich bin meine eigene Frau, von Rosa von Praunheim, über Charlotte von Mahlsdorf
- Neues in Wittstock, von Volker Koepp, vorletzter Teil einer Langzeitdokumentation

### 1993
- Die Macht der Bilder. Leni Riefenstahl, von Hans-Jürgen Panitz, mit Emmy ausgezeichnet
- Verzaubert. Schwule und Lesben erzählen Geschichte, mit 13 Hamburger Lebensgeschichten
- Den Teufel am Hintern geküsst, von Arpad Bondy, über den Komponisten Norbert Schultze (Lili Marleen)
- Die Wismut, von Volker Koepp, über den Uranbergbau in der DDR, mehrere Preise
- ABF-Memoiren, von Karlheinz Mund, DEFA, über Arbeiter- und Bauern-Fakultät in der DDR, mit bekannten und unbekannten Absolventen
- Sein ist Anderssein, von Róza Berger-Fiedler, über Wiederaufbau der Neuen Synagoge in Berlin
- Beruf Neonazi, von Winfried Bonengel
- Perry Rhodan – Der ewige Kosmonaut, über Romanheftserie

### 1994
- Den Affen töten, von Britta Petzold (Wandaogo)
- Phoolan Devi – Rebellion einer Banditin, von Mirjam Quinte und Pepe Danquart
- Das Totenschiff, von Wilfried Huismann, über Untergang eines Zementfrachters

### 1995
- Kalte Heimat. Leben im nördlichen Ostpreußen, von Volker Koepp, über heutige Bewohner im Kaliningrader Gebiet, mehrere Preise
- Der Fall Cap Arcona, von Karl Hermann Leukert und Günter Klaucke, über Katastrophe
- Zimbl – A Real Cool Time, über den Musiker und das Tribute für ihn
- Niki de Saint Phalle, von Peter Schamoni, über Künstlerin, ausgezeichnet

### 1996
- Ungesühnt, von Roland Kahler, über jüdische Kinder der Shoah
- Der Hauptmann von Muffrika – Eine mörderische Köpenickade
- Paris Was a Woman, von Greta Schiller, über berühmte Künstlerinnen
- Dem deutschen Volke. Verhüllter Reichstag 1971–95, von Jörg Daniel Hissen und Wolfram

### 1997
- Diese Tage in Terezín, von Sibylle Schönemann, über KZ Theresienstadt
- Jeckes – Die entfernten Verwandten, von Jens Meurer und Carsten Hueck, über deutsche Juden in Israel
- Flucht aus Laos, von Werner Herzog
- Wittstock, Wittstock, von Volker Koepp, letzter Teil der Langzeitdokumentation
- Didn’t do it for Love, das abenteuerliche Leben der Eva Norvind, von Monika Treut, über New Yorkerin

### 1998
- Die Blume der Hausfrau, von Dominik Wessely, über Alltag
- Julianes Sturz in den Dschungel, von Werner Herzog
- Tisch No. 6, von Carola Hauck, über Anatomiestudenten
- Das Bergwerk – Franz Fühmann, von Karlheinz Mund, über den Schriftsteller
- Kopfleuchten, von Mischka Popp und Thomas Bergmann, über neurologische Besonderheiten

### 1999
- Mein liebster Feind, von Werner Herzog, über den Schauspieler Klaus Kinski
- Buena Vista Social Club, von Wim Wenders (DF), über kubanische Band von über 70-jährigen Musikern, ausgezeichnet
- Herr Zwilling und Frau Zuckermann, von Volker Koepp, über letzte deutschsprachige Juden in Czernowitz, mehrere Preise
- Majestät brauchen Sonne, von Peter Schamoni, über Kaiser Wilhelm II.
- Das Klassenbuch, von Astrid Gabler, über Frauengeneration
- Gundermann – Ende der Eisenzeit, von Richard Engel, über ostdeutschen Sänger
- Wer angibt, hat mehr vom Leben, von Hannelore Conradsen und Dieter Köster, über Schein und Sein im Alltag
- Gendernauts – eine Reise durch das Land der Neuen Geschlechter, von Monika Treut, über Transgender-Szene in San Francisco

## 2000–2009

### 2000
- Der Tag, der in der Handtasche verschwand, von Marion Kainz, über eine Alzheimer-Erkrankte
- „… Verzeihung, ich lebe“, von Andrzej Klamt, über jüdische Flüchtlinge in Schlesien
- Venedig – als hätten wir geträumt, von Wolfgang Ettlich und Hans Albrecht Lusznat, fast zwei Stunden ununterbrochen mit einer Steadycam-Kamera

### 2001
- Black Box BRD, von Andres Veiel, viele Preise, einer der wichtigsten deutschen Dokumentarfilme dieser Zeit
- Liebe schwarz-weiss, von Britta Wandaogo, viele Preise
- Kriegerin des Lichts, von Monika Treut, über eine brasilianische Aktivistin
- Das verordnete Geschlecht, über zwei Hermaphroditen
- Berlin Babylon, von Hubertus Siegert, über rasanten Neu- und Umbau Berlins 1996–2000
- Kommt Zeit, kommt Tod. Der Dichter Heiner Müller, von Gabriele Conrad und Gabriele Denecke
- Rivers and Tides – Andy Goldsworthy Working With Time, von Thomas Riedelsheimer, mehrere Preise

### 2002
- Im toten Winkel – Hitlers Sekretärin, von André Heller und Othmar Schmiderer
- Soldatenglück und Gottes Segen, von Ulrike Franke und Michael Loeken, ausgezeichnet
- Feldtagebuch – Allein unter Männern, von Aelrun Goette, ausgezeichnet
- Cinemania, von Angela Christlieb, über Liebe zum Kino
- Mein kleines Kind, von Katja Baumgarten, autobiographischer Bericht der Hebamme
- Berlin: Sinfonie einer Großstadt, von Thomas Schadt, zum ähnlichnamigen Dokumentarfilmklassiker von 1927
- Schotter wie Heu, Leben in Hohenlohe Gammesfeld
- Der Boxprinz, von Gerd Kroske, über einen Boxer Norbert Grupe
- Stalingrad, zwei Filme über die Schlacht bei Stalingrad 1942
- „… man spart sich den Weg nach Venedig“ – Kleine Friedrichstädter Flutgeschichten, von Ralf Kukula und Ray van Zeschau, über Flutkatastrophe in Dresden 2002
- Das Rätsel der Sternbilder – Ein Steinzeitatlas am Firmament?, über Theorie über den Ursprung der Sternbilder

### 2003
- Die Kinder sind tot, von Aelrun Goette, über vernachlässigte Kinder durch ihre Mutter, ausgezeichnet
- Die Geschichte vom weinenden Kamel, von Byambasuren Davaa und Luigi Falorni, aus der Mongolei, ausgezeichnet
- Auge in Auge, Eine deutsche Filmgeschichte, von Hans Helmut Prinzler und Michael Althen, mit einigen wichtigen deutschen Regisseuren
- Hitlers amerikanische Geschäftsfreunde – US-Konzerne verdienten am Krieg, von Joachim Schroeder und Dieter Schröder
- Die Gefangenen, fünfteilige ZDF-Dokumentation über Kriegsgefangene im Zweiten Weltkrieg
- Die Rote Kapelle, von Stefan Roloff, über Widerstandsgruppe in der NS-Zeit
- Zeit für mehr, von Roman Schikorsky und Mark Poepping
- Kanalschwimmer, über Schwimmen im Ärmelkanal, ausgezeichnet

### 2004
- Rhythm Is It!, von Thomas Grube und Enrique Sánchez Lansch, mehrere Preise
- Das Netz, von Lutz Dammbeck, über Entstehung des Internets
- Der geheime Luftkrieg der Supermächte, von Dirk Pohlmann
- Treibhäuser der Zukunft. Wie in Deutschland Schulen gelingen, von Reinhard Kahl, über alternative Bildungskonzepte
- Eiszeit, von Alexander Kleider und Daniela Michael, über die Folgen der Agenda 2020-Reformen für Betroffene
- No Exit, von Franziska Tenner, über rechtsradikale Kameradschaft in Frankfurt (Oder)
- Weltmarktführer – Die Geschichte des Tan Siekmann, von Klaus Stern, mehrere Preise
- Offiziere gegen Hitler, von Maurice Philip Remy, dreiteiliger TV-Dokumentarfilm
- 89 Millimeter, von Sebastian Heinze
- Touch the Sound, von Thomas Riedelsheimer, ausgezeichnet
- Tödliche Pillen, von Erich Schütz und Detlev Koßmann, über missbräuchliche Verschreibung von Arznei

### 2005
- Lost Children, von Ali Samadi Ahadi und Oliver Stoltz, über Kinder im Sudan, ausgezeichnet
- Die große Stille, von Philip Gröning, aus Kloster, mit wenigen Hintergrundgeräuschen, mehrere Preise
- Mitten im Malestream, von Helke Sander, über Frauen in der Männerwelt
- Die Frauen von Ravensbrück, mit über 200 Interviews von Überlebenden des KZ Ravensbrück
- Der Bunker – Hitlers Ende, von Jörg Müllner, ZDF
- Gambit, von Sabine Gisiger, über Chemiekatastrophe von Seveso 1976
- Ufos, Lügen und der Kalte Krieg, von Dirk Pohlmann
- Klassenleben, von Hubertus Siegert, über Berliner Grundschule mit behinderten und nicht behinderten Schülern

### 2006
- Deutschland. Ein Sommermärchen, von Sönke Wortmann, über Fußball-WM
- Football Under Cover, von Ayat Najafi und David Assmann, über erstes Spiel der iranischen Frauenfußballnationalmannschaft vor Publikum, mehrere Preise
- Workingman’s Death, von Michael Glawogger, ausgezeichnet
- Das kurze Leben des José Antonio Gutierrez, von Heidi Specogna, ausgezeichnet
- Hamburger Lektionen, von Romuald Karmakar
- Der lange Weg ans Licht, über Hebammen und Geburten in Zwickau, mehrere Preise
- Slowenen in Berlin, von Roman Schikorsky und Mark Poepping
- warum wir so gefährlich waren. geschichten eines inoffiziellen gedenkens, über lesbische Gruppen in der DDR
- Made in GDR, von Olaf Kaiser, Generationenporträt bis in die Gegenwart
- Full Metal Village, von Cho Sung-hyung, in Schleswig-Holstein
- Angriff auf Pearl Harbor, von Florian Hartung und Annette Baumeister
- Rohstoff – Der Schriftsteller Jörg Fauser, von Christoph Rüter und Mark Poepping
- Der Rebell, von Jan Peter, über ehemaligen Neonazi

### 2007
- Prinzessinnenbad, von Bettina Blümner, über drei jugendliche Mädchen, mehrere Preise
- Am Limit, von Pepe Danquart, übers Klettern, mehrere Preise
- Traders’ Dream – Eine Reise in die ebay-Welt., von Marcus Vetter und Stefan Tolz
- 5 × Deutschland, von Thierry Bruehl, Kurzfilm über fünf Jugendliche aus sozialen Problemgebieten
- Aufschub (Film), von Harun Farocki, Stummfilm, über Konzentrationslager-Fotografien
- Die Firma, von Christian Gierke, über das Ministerium für Staatssicherheit
- Die Söhne von Eilaboun, über Palästina
- Im Schatten der Blutrache, über jesidische Familie aus Syrien in Berlin
- Im Schatten des Bösen – Der Krieg gegen die Frauen im Kongo, für SWR/Arte, mit USA und Kanada
- Der Kennedy-Mord – Mythos und Wahrheit, von Jörg Müllner und Jean-Christoph Caron
- Mörderische Gesellschaften – Eine Geschichte der Mafia, von Bernhard Pfletschinger
- Der rote Elvis, von Leopold Grün, über den Sänger Elvis Presley
- Winnetou darf nicht sterben, von Oliver Schwehm., über Schauspieler Pierre Brice
- Das Schweigen der Quandts, von Eric Friedler
- Drifter, von Sebastian Heidinger, über drei junge Menschen
- Der rote Teppich, von Andrea und Eric Asch
- Angelus Mortis, über KZ-Arzt Josef Mengele
- Chrigu, von Jan Gassmann und Christian Ziörjen
- Zeit für mehr, über Ganztagsschulen
- Tanz mit der Zeit, von Trevor Peters, über Tanztheater seit 1927
- Der Weiße mit dem Schwarzbrot, von Jonas Grosch, über Schauspieler Christof Wackernagel
- Zeitgeist, von Peter Joseph, über Verschwörungstheorien rund um das Christentum

### 2008
- Sexreport 2008 – So lieben die Deutschen, fünfteilige TV-Dokumentation
- Eschede Zug 884, von Raymond Ley, über Zugunglück von 1998, mit Spielfilmszenen
- Gerdas Schweigen, von Britta Wauer
- Herr Wichmann von der CDU, von Andreas Dresen
- Freundschaft! Die Freie Deutsche Jugend, von Lutz Hachmeister und Mathias von der Heide
- Jesus Christus Erlöser, von Peter Geyer, über den spektakulären Bühnenauftritt von Klaus Kinski 1971
- Adolf „Adi“ Katzenmeier – Der Vater der Nationalmannschaft, von Wolfgang Ettlich, über Physiotherapeuten
- Ich will da sein – Jenny Gröllmann, über die Schauspielerin
- Pink Taxi, von Uli Gaulke, in Moskau
- Die koreanische Hochzeitstruhe, von Ulrike Ottinger
- Sonbol – Rallye durch den Gottesstaat, von Nico Apel
- Zwei halbe Leben sind kein Ganzes, von Servet Ahmet Golbol, über Reinkarnation in arabischer Tradition
- Botero – Geboren in Medellín, von Peter Schamoni, über kolumbianischen Künstler
- 9to5 – Days in Porn, von Jens Hoffmann.

### 2009
- Das Herz von Jenin, von Ernst Ludwig Ganzert, Ulli Pfau (DF)
- Willi und die Wunder dieser Welt, von Willi Weitzel, für Kinder
- Endstation der Sehnsüchte, von Cho Sung-hyung, über drei Frauen
- Die Anwälte – Eine deutsche Geschichte, von Birgit Schulz, über die linken APO-Rechtsanwälte Otto Schily, Christian Ströbele und Horst Mahler
- Hunger, von Karin Steinberger und Marcus Vetter
- Die Frau mit den 5 Elefanten, von Vadim Yendreyko, ausgezeichnet
- Tod und Teufel, von Peter Nestler
- Verborgen in Schnuttenbach, von Thomas Gerhard Majewski, seit 1998 entstanden
- Meine Daten und ich, vonPhilipp Eichholtz (mit Spielfilmanteilen)
- Acherbahn, von Peter Dörfler, über Schaustellerfamilie
- Eine blonde Provinz. Polen und der deutsche Rassenwahn, von Klaus Salge und Jacek Kubiak
- Deitsche Seelen – Leben nach der Colonia Dignidad, von Martin Farkas und Matthias Zuber, aus Chile
- The Good American, von Jochen Hick, über Ausgewanderten Deutschen in den USA

## 2010–2019

### 2010
- Kinshasa Symphony, von Stefan Pannen, Holger Preuße (DF)
- Die Höhle der vergessenen Träume, von Werner Herzog, in 3D, über älteste steinzeitliche Höhlenmalereien

- Die Eroberung der inneren Freiheit, von Aleksandra Kumorek und Silvia Kaiser, über Berliner Haftanstalt

### 2011
- Pina, von Wim Wenders, Gian-Piero Ringel (DF)
- Taste the Waste, von Valentin Thurn, über weltweite Lebensmittelverschwendung, über zehn Preise
- Gerhard Richter – Painting, von Corinna Belz (DF)
- Tod in Texas, von Werner Herzog, über letzte Monate von einem zum Tode Verurteilten

- This Ain’t California, von Marten Persiel, über drei junge ostdeutsche Skateboarder, mit fiktionalen Elementen
- Charlotte Rampling – The Look, von Angelina Maccarone (DF)
- The Big Eden, von Peter Dörfler (DF)
- Serengeti, Naturdokumentation von Reinhard Radke mit Hardy Krüger Jr.
- Work Hard – Play Hard, von Carmen Losmann, über zunehmendes Optimierungsstreben in der Arbeitswelt

- Ingo Metzmacher – Ein deutscher Dirigent, von Sigrun Matthiesen

### 2012
- Goldrausch – Die Geschichte der Treuhand
- More than Honey, von Markus Imhoof (DF)
- Vergiss mein nicht, von David Sieveking, (DF), über seine demente Mutter
- Doppelleben, von Douglas Wolfsperger
- Die Wohnung, von Arnon Goldfinger
- Waiting Area, von Natalie Beer und Nora Tschirner
- Love Alien, von Wolfram Huke, autobiographischer Film
- Der Bernd, von Carlos Gerstenbauer, über den Filmproduzenten Bernd Eichinger

- Punk in Bonn – Der Film Vol. I, von Moritz Hellfritzsch
- Bavaria – Traumreise durch Bayern, von Joseph Vilsmaier
- Hudekamp – ein Heimatfilm, von Pia Lenz und Christian Brockhausen
- Nach Wriezen, von Daniel Abma, in Brandenburg

- Ein deutscher Boxer. Charly Graf, von Eric Friedler

- Der Schneekönig, von Johannes Edelhoff und Timo Großpietsch, über Ronald Mieling

### 2013
- Beltracchi – Die Kunst der Fälschung, von Arne Birkenstock (DF)
- Alphabet, von Erwin Wagenhofer (DF)
- Master of the Universe, von Marc Bauder (DF)

### 2014
- Citizenfour, von Laura Poitras (DF)
- Beyond Punishment, von Hubertus Siegert (DF)
- Nowitzki. Der perfekte Wurf, von Sebastian Dehnhardt (DF), über Basketballer

- Aus den Träumen eines Küchenmädchens. Annäherung an Käthe Reichel, von Richard Engel und Petra Kelling, über Schauspielerin

### 2015
- Above and Below, von Nicolas Steiner (DF)
- Democracy – Im Rausch der Daten, von David Bernet (DF)
- Was heißt hier Ende? Der Filmkritiker Michael Althen von Dominik Graf (DF)
- 10 Milliarden – Wie werden wir alle satt?, von Valentin Thurn, über die Zukunft der Ernährungsverteilung

### 2016
- Cahier Africain, von Heidi Specogna (DF)
- Berlin Rebel High School, von Alexander Kleider (DF)
- No Land’s Song, von Ayat Najafi (DF)

### 2017
- Beuys, von Thomas Kufus (DF)
- Geschichten aus der Heimat, von Oliver Langewitz, über Super-8-Filme von Hobbyfilmern
- Das Kongo Tribunal, von Arne Birkenstock, Oliver Zobrist (DF)
- Taste of Cement – Der Geschmack von Zement, von Ansgar Frerich, Eva Kemme, Tobias N. Siebert (DF)
- Im inneren Kreis, von Hannes Obens und Claudia Morar, über Ermittlungen

### 2018
- Kulenkampffs Schuhe, von Regina Schilling, mehrere Preise
- Papst Franziskus – Ein Mann seines Wortes, von Wim Wenders
- Of Fathers and Sons, von Ansgar Frerich, Eva Kemme, Tobias N. Siebert, Hans Robert Eisenhauer (DF)
- Elternschule, von Ingo Fliess (DF)
- Hi, A.I., von Stefan Kloos (DF)
- Hamburger Gitter. Der G20-Gipfel als »Schaufenster moderner Polizeiarbeit«, von Marco Heinig, Steffen Maurer, Luise Burchard, Luca Vogel

### 2019
- Checker Tobi und das Geheimnis unseres Planeten, über die Bedeutung des Wassers

- Born in Evin von Alex Tondowski, Ira Tondowski (DF)
- Der Atem, von Uli M. Dchueppel
- Luft zum Atmen – 40 Jahre Opposition bei Opel in Bochum, von Johanna Schellhagen-
- Heimat ist ein Raum aus Zeit, von Thomas Heise
- KL Dachau, von Knut Karger
- Die Liebe frisst das Leben, von Oliver Schwabe, über einen verstorbenen Musiker
- Uferfrauen – Lesbisches L(i)eben in der DDR, von Barbara Wallbraun
- Neurochlitz – Der lange Weg ins Nichts, von Claudia Baradoy und Riccardo Wittig
- Kleine Germanen, von Mohammad Farokhmanesh und Frank Geiger
- Autobahn, von Daniel Abma

- Hiwwe wie Driwwe – Pfälzisch in Amerika, von Benjamin Wagener und Christian Schega, über deutschen Dialekt in Pennsylvania
- Die Wiese – Ein Paradies nebenan, von Jan Haft
- Portugal – Der Wanderfilm, von Silke Schranz und Christian Wüstenberg
- Eiskalte Spur, von Björn Platz, dreiteilig
- Lord of the Toys, von von Pablo Ben Yakov, über eine Clique

## Seit 2020

### 2020
- Herr Bachmann und seine Klasse, von Maria Speth (DF)
- Space Dogs von Elsa Kremser, Levin Peter, Annekatrin Hendel (DF)
- Ein Tag in Auschwitz, von Winfried Laasch und Friedrich, über einen Tag im Mai 1944

- Oeconomia, von Carmen Losmann, mehrere Preise
- Walchensee Forever von Martin Heisler (DF), über eine Heavy-Metal-Band
- Schlingensief – In das Schweigen hineinschreien, von Bettina Böhler (DF)
- Mein grünes Herz in dunklen Zeiten, von Ingo Schmoll
- Garagenvolk, von Natalija Yefimkina
- Automotive, von Jonas Held

### 2021
- The Other Side of the River, von Antonia Kilian (DF), über eine feministische Polizeiakademie in Finnland
- We Are All Detroit – Vom Bleiben und Verschwinden, von Michael Loeken, Ulrike Franke (DF)
- Wem gehört mein Dorf?, von Christoph Eder (DF)
- Die Unbeugsamen, von Torsten Körner
- Helga – Die zwei Gesichter der Feddersen, von Oliver Schwabe
- Schumacher, von Hans-Bruno Kammertöns, Vanessa Nöcker, Michael Wech, über Rennfahrer

### 2022
- Elfriede Jelinek – Die Sprache von der Leine lassen, von Martina Haubrich und Claudia Wohlgenannt (DF)

- Werner Herzog – Radical Dreamer, über Dokumentarfilmer
- Aşk, Mark ve Ölüm – Liebe, D-Mark und Tod, von Claus Reichel, Mehmet Akif Büyükatalay, Florian Schewe und Stefan Kauertz (DF)
- Wenzel – Glaubt nie, was ich singe, über Liedermacher Hans-Eckardt Wenzel
- Kalle Kosmonaut, von Tine Kugler und Günther Kurth (DF)
- Homöopathie unwiderlegt?, von Erik Lemke

### 2023
- Anselm, von Wim Wenders (DF)
- Sieben Winter in Teheran, von Steffi Niederzoll (DF)
- Vergiss Meyn Nicht, von Fabiana Fragale, Kilian Kuhlendahl und Jens Mühlhoff (DF), über tödlich Verunglückten bei den Protesten im Hambacher Forst
- Die Kinder aus Korntal, von Julia Charakter, über missbrauchte Heimkinder[1]
- Queer Exile Berlin, von Jochen Hick, über sechs queere Menschen

### 2024
- Riefenstahl, von Andres Veiel
- Joana Mallwitz – Momentum, von Günter Atteln, über die Dirigentin
- Hausnummer Null, von Lilith Kugler, über Obdachlose in Berlin
- Barbara Morgenstern und die Liebe zur Sache, von Sabine Herpich, über die Schriftstellerin
- Im Prinzip Familie, von Daniel Abma
- Wunderland – Vom Kindheitstraum zum Welterfolg, von Sabine Howe über Miniatur-Wunderland in Hamburg

- Philipp Mickenbecker – Real Life, von Lukas Augustin und Alexander Zehrer, über den deutschen YouTuber
- Ice Aged, von Alexandra Sell, über sechs ältere Menschen
- Die Beat-Rebellen von Herford – Die sechziger Jahre in der Provinz, von Rainer Bärensprung und Robin Epkenhans
- Das leere Grab, von Agnes Lisa Wegner und Cece Mlay, über die Folgen der deutschen Kolonialherrschaft in Tansania
- Der unsichtbare Zoo, von Romuald Karmakar
- Teaches of Peaches, von Judy Landkammer und Philipp Fussenegger, über kanadische Künstlerin

### 2025
- Die Möllner Briefe, von Martina Priessner, über historischen Brandanschlag

- Das Deutsche Volk, von Marcin Wierzchowski, über Anschlag in Hanau
- Ich will alles. Hildegard Knef, von Luzia Schmid